# Heinrich von Brauchitsch

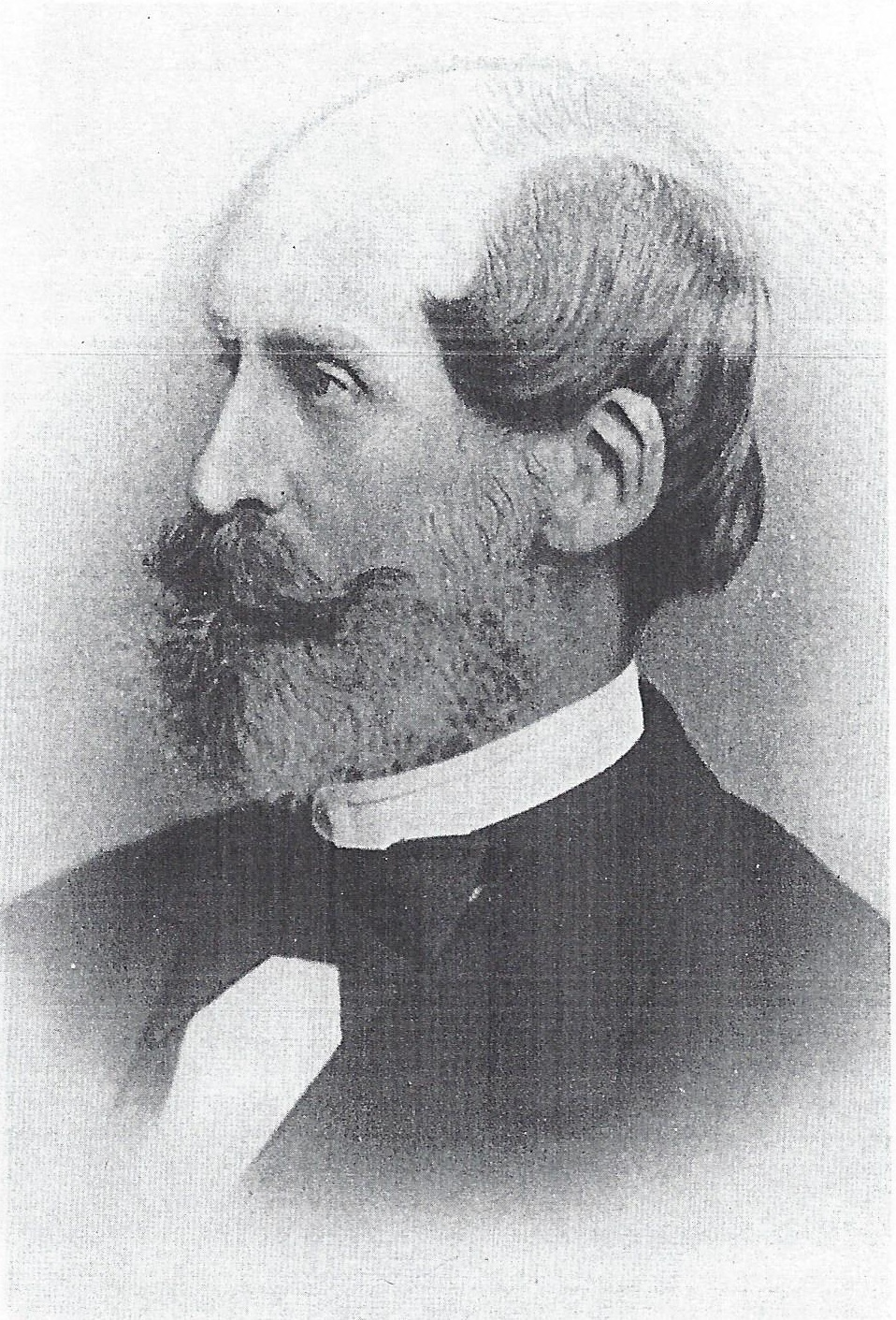
Heinrich von Brauchitsch

Heinrich von Brauchitsch (* 22. Juli 1831 in Berlin; † 26. Juli 1916 in Görlitz) war ein deutscher Verwaltungsjurist und Richter im Königreich Preußen. Er saß im Reichstag (Norddeutscher Bund).

## Leben
Heinrich war der Sohn des preußischen Oberjustizrates Adolf von Brauchitsch (1800–1876) und dessen Ehefrau Emilie, geborene von Braunschweig (1809–1866). Er machte 1858 sein Examen als Gerichtsassessor und wurde 1861 Kreisrichter in Demmin. 1863 wurde er Landrat des Kreises Jerichow II in Genthin.
Von 1866 bis 1868 war er Mitglied des Preußischen Abgeordnetenhauses und von 1867 bis 1871 war er für den Wahlkreis Magdeburg 3 (Jerichow I, Jerichow II) und die Konservative Partei Mitglied des Reichstags des Norddeutschen Bundes. In dieser Eigenschaft gehörte er seit 1868 auch dem Zollparlament an.
Im Deutsch-Französischen Krieg war er Präfekt des Departments Seine et Oise in Versailles und Kommissar in der Armee des Kronprinzen. Nach der Deutschen Reichsgründung war bis 1876  Vizepräsident im  Regierungsbezirk Potsdam und dann bis 1884 im Regierungsbezirk Kassel. Anschließend war er bis 1898 Regierungspräsident in Erfurt.
Brauchitsch hatte sich am 10. Juni 1868 mit Elisabeth von Roon (1842–1908), einer Tochter des Generalfeldmarschalls Albrecht von Roon und seiner Frau Anna Rogge verheiratet. Aus der Ehe gingen vier Kinder hervor: Elisabeth (* 1869), Freda (1873–1961), verheiratet mit Karl (Carl) von Fidler, Siegfried (1874–1921), Gutsbesitzer auf Schloss Klein Gaffron, und Albrecht (1877–1890).